# Lamborghini Urus

Logo

La Lamborghini Urus è un SUV di lusso prodotto dalla casa automobilistica italiana Lamborghini dal 2018. È basato sul prototipo presentato durante il salone dell'automobile di Pechino del 2012.

## Nome
Il nome, come da tradizione Lamborghini, deriva dal mondo delle corride: l'uro (Bos taurus primigenius) era una specie bovina selvaggia europea, estintasi nel tardo medioevo, ritenuta all'origine degli attuali bovini domestici e nota anche col nome di "aurochs".

## Caratteristiche principali

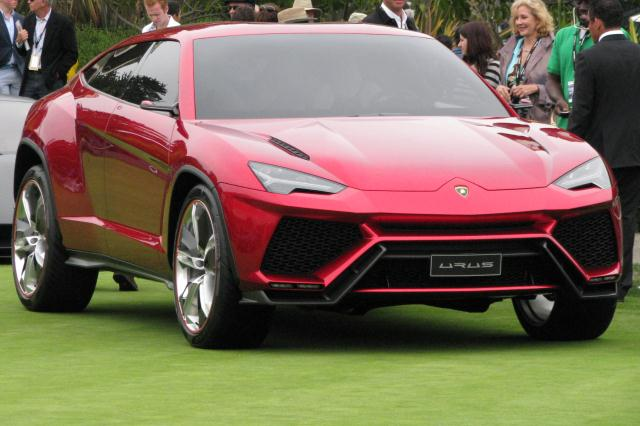
La concept car del 2012

La concept car, presentata al Salone di Pechino, misurava 4,99 metri di lunghezza; 1,99 metri di larghezza e 1,66 metri di altezza. Il concept vantava cerchi da 24” (non omologabili e quindi non messi in produzione) ed un sistema avanzato di telecamere al posto degli specchi retrovisori laterali. Successivamente, il SUV è stato mostrato anche a Pebble Beach nel 2012.

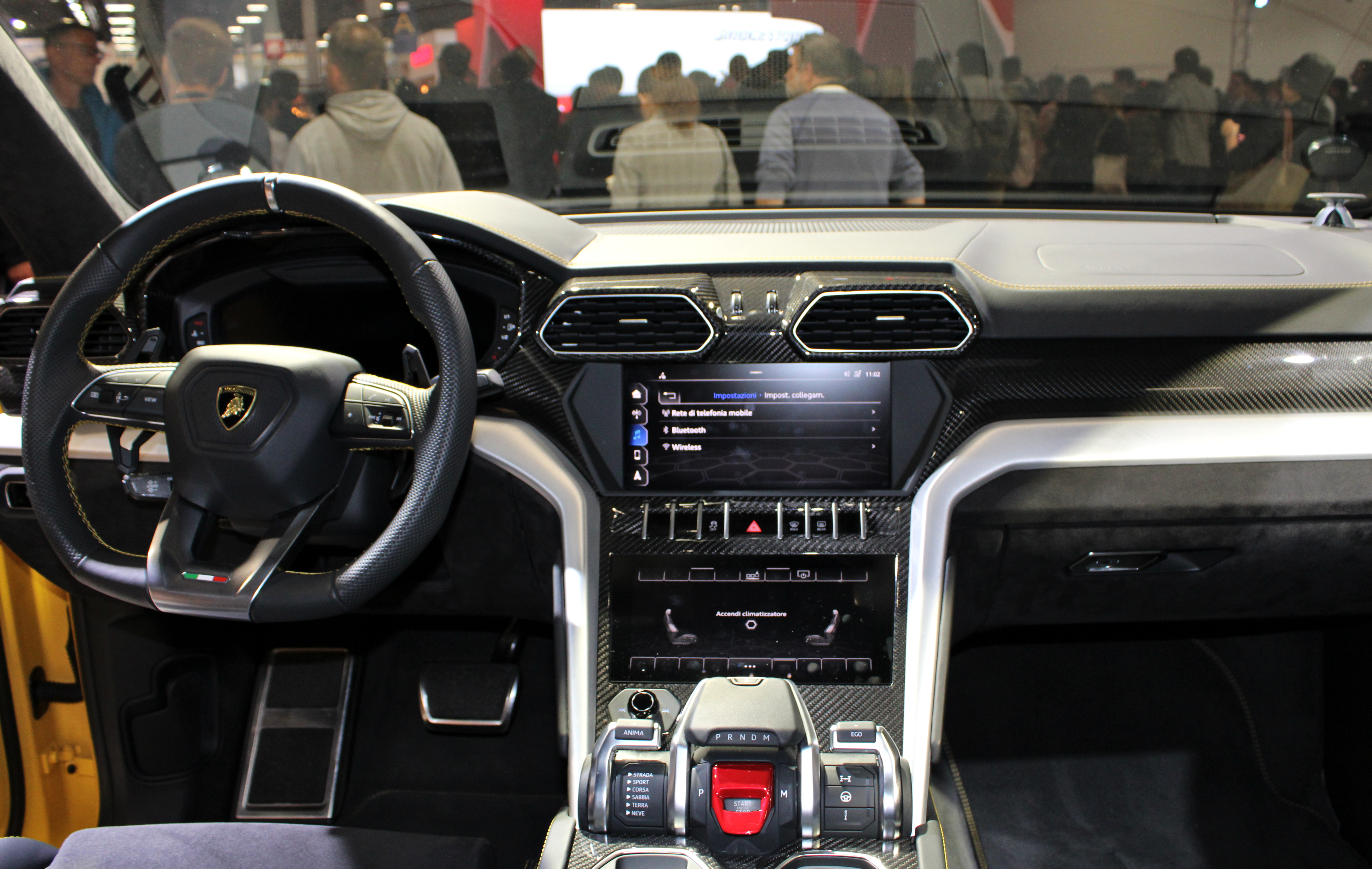
Interni

La Urus è il primo SUV della casa del toro, ma non il suo primo modello di fuoristrada in assoluto: tra il 1986 e il 1993 venne infatti prodotta la Lamborghini LM 002, nata a sua volta dal prototipo LM 001.
È disponibile con un solo motore, un V8 a benzina biturbo con cilindrata di 4 litri e 650 CV di potenza, di derivazione Audi, montato in posizione anteriore. Lo stesso motore è comune ad altri autoveicoli del gruppo Volkswagen, tra cui Porsche Cayenne e Panamera, nonché alcune Audi S e RS, la A8, la Bentley Continental V8 e la Flying Spur V8. Rispetto alla versione montata sulla Cayenne Turbo GT, il propulsore della Urus ha una potenza aumentata di 10 CV ma una coppia massima identica (650 Nm), mentre rispetto alla versione ibrida sempre della Cayenne ha 30 CV in meno (la Cayenne Turbo S E-hybrid arriva fino a 680 CV, contro i 650 della Urus). Il motore è prodotto nello stabilimento ungherese di Győr. Per contenere il peso della vettura, gli ingegneri della casa automobilistica hanno lavorato sui materiali: sia nella carrozzeria che nell'abitacolo della vettura, nel quale possono trovare spazio fino a cinque passeggeri, si fa largo uso delle fibre di carbonio.
L'auto è dotata di un sistema di trazione integrale che invia il 40% della coppia disponibile alle ruote anteriori e il 60% alle ruote posteriori durante la guida normale ed utilizza il torque vectoring per inviare fino al 70% all'anteriore o all'87% al posteriore, a seconda delle necessità. Il SUV è inoltre dotato di ruote posteriori sterzanti e di sospensioni pneumatiche in grado di garantire un'altezza da terra non superiore a 250 mm (9,8 pollici) per la guida in fuoristrada. Il SUV è disponibile con un pacchetto off-road opzionale che comprende paraurti anteriori e posteriori modificati e più adatti al compito da svolgere.
La Urus ha una velocità massima di 305 km/h (190 mph), che la rende uno dei SUV di serie più veloci al mondo; può accelerare da 0 a 100 km/h in 3,1 secondi e da 0 a 200 km/h in 11,3 secondi.
La Urus, come tutte le Lamborghini attualmente prodotte, è dotata di diverse modalità di guida che adattano le sospensioni per migliorare le prestazioni dell'auto in diverse condizioni stradali. La Lamborghini Urus è equipaggiata con le modalità di guida Strada (strada), Sport, Corsa (pista), Terra (sterrato), Sabbia (sabbia) e Neve (neve), con le ultime tre disponibili solo nel pacchetto off-road.
All'interno, la Urus è dotata di headliner in finta pelle scamosciata e di sedili in pelle. I sedili anteriori sono dotati di regolazione elettrica a 12 vie, memoria di posizione, sedili riscaldati e un quadro strumenti digitale da 12,3 pollici. I sedili posteriori possono essere configurati come sedili sportivi a tre o a due posti; è di serie il climatizzatore automatico a quattro zone.

## Produzione

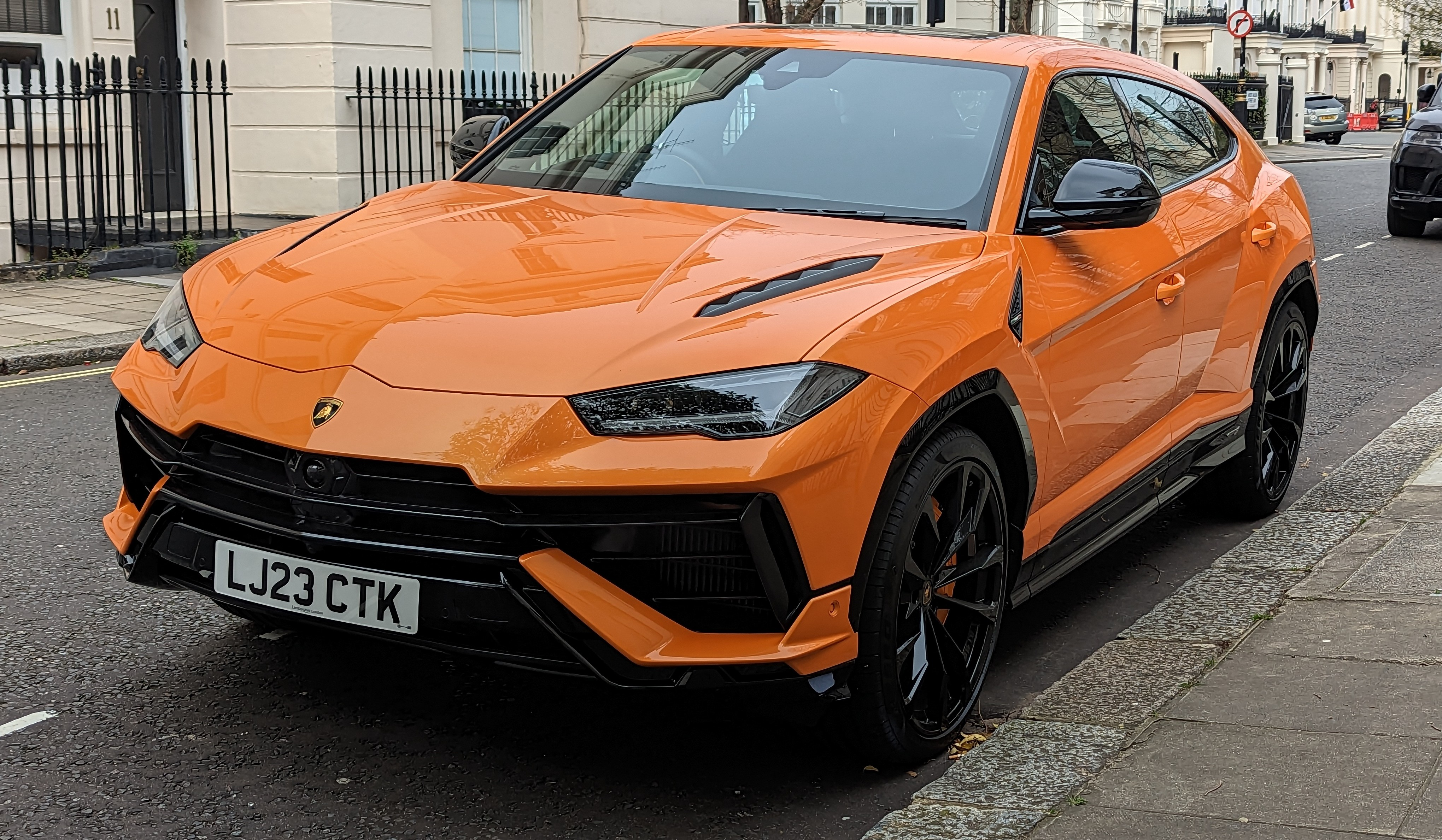
Urus S

Nel settembre 2013 l'Amministratore delegato di Lamborghini Stephan Winkelmann ha confermato la produzione in serie della Urus. A maggio 2015, grazie a un accordo tra Audi e il Governo italiano, è stata annunciata l'inizio della produzione dal 2018 nello stabilimento di Sant'Agata Bolognese e non a Bratislava come inizialmente previsto, pur condividendo la stessa base con altre vetture di grandi dimensioni del gruppo Volkswagen.
Il 4 dicembre 2017 la versione definitiva della Urus è stata presentata presso la sede di Sant'Agata Bolognese della Lamborghini, con la produzione iniziata nel febbraio 2018.

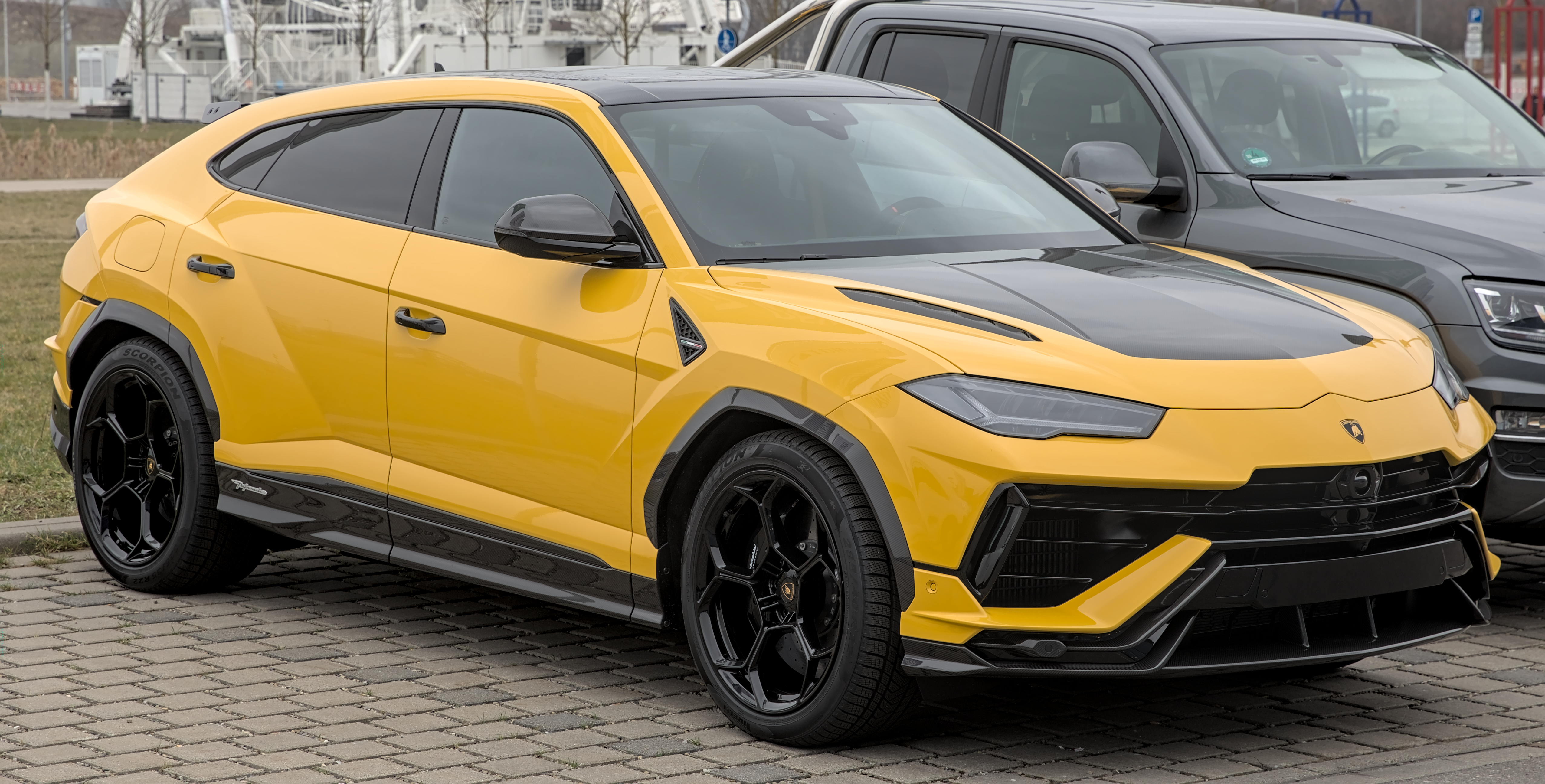
Urus Performante

## Evoluzione

### Urus Performante
L'Urus Performante è stata presentata nell'agosto 2022; rappresenta la variante più potente del SUV. A differenza di altre varianti speciali dell'Urus, la Performante ha ricevuto pesanti modifiche nel design e nelle specifiche tecniche, con un incremento di potenza e carico aerodinamico pur essendo più leggera rispetto alle altre varianti.

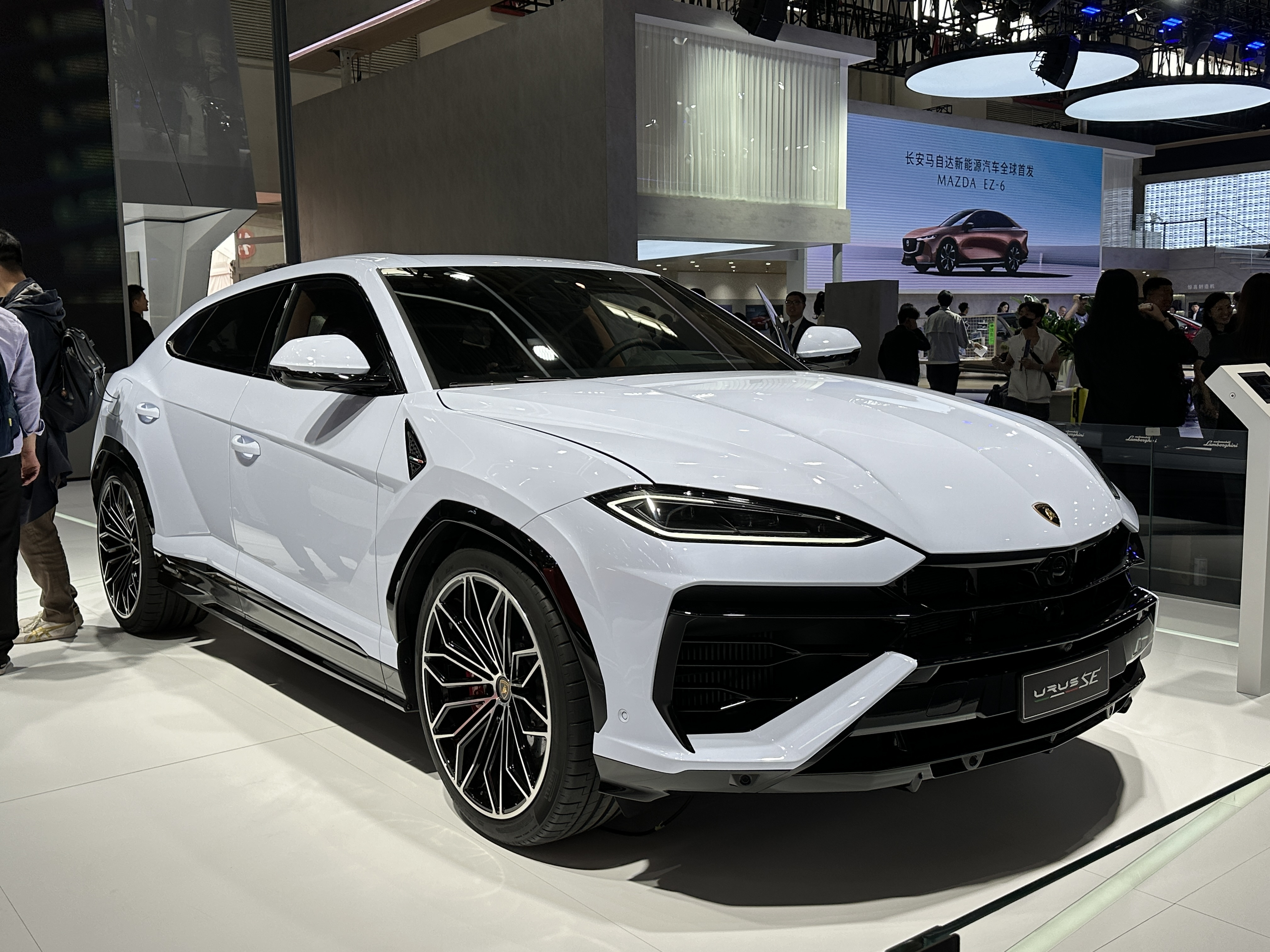
Urus SE

### Urus S
La S condivide lo stesso propulsore da 666 CV e 850 Nm della Performante, ma ha un'impostazione più turistica, è priva di alcuni accessori e ha una diversa messa a punto riducendone leggermente le prestazioni: come punta massima arriva a 305 km/h e scatta da 0 a 100 km/h in 3,5 secondi e da 0 a 200 km/h in 12,5 secondi.

### Urus SE
La versione SE, presentata ad aprile 2024, presenta un restyling estetico e porta al debutto un sistema plug-in hybrid che accoppiato al V8 biturbo da 620 CV già adottato sul modello base, aumenta la potenza fino a raggiungere 800 CV e 950 Nm di coppia. Nonostante il peso, aumentato di 300 Kg rispetto all'Urus S, la SE ha un'accelerazione 0-100 Km/h leggermente migliore, ma la maggiore differenza sta nelle emissioni, che la casa stima minore dell'80% rispetto alle versioni precedenti

## Motorizzazioni
| Modello | Motore  | Cilindrata (cm³) | Potenza         | Coppia massima (Nm) | 0–100 km/h (secondi) | Velocità max (km/h) | Emissioni CO2 (g/km) | Consumo medio (l/100 km) |
| 4.0 V8  | Benzina | 3996             | 478 kW (650 CV) | 850                 | 3,6                  | 305                 | 290                  | 12,7                     |